# کوچه ملی (فیلم)
کوچه ملی فیلمی به کارگردانی مهرشاد کارخانی و نویسندگی آرش برهانی، مهرشاد کارخانی ساختهٔ سال ۱۳۸۹ است.

## بازیگران
- اکبر معززی
- کرامت رودساز
- روناک یونسی
- امیرحسین عسگری
- علی اصغر طبسی
- میلاد کی مرام
- نیلوفر شهیدی